# Saint-Martin-de-Salencey
Pour les articles homonymes, voir Saint-Martin.
Saint-Martin-de-Salencey est une commune française située dans le département de Saône-et-Loire, en région Bourgogne-Franche-Comté.
C'est l'une des treize communes de Saône-et-Loire portant le nom de l'apôtre des Gaules.

## Géographie

### Climat
Pour des articles plus généraux, voir Climat de la Bourgogne-Franche-Comté et Climat de Saône-et-Loire.
En 2010, le climat de la commune est de type climat océanique dégradé des plaines du Centre et du Nord, selon une étude du Centre national de la recherche scientifique s'appuyant sur une série de données couvrant la période 1971-2000. En 2020, Météo-France publie une typologie des climats de la France métropolitaine dans laquelle la commune est dans une zone de transition entre le climat océanique altéré et le climat semi-continental et est dans la région climatique Centre et contreforts nord du Massif Central, caractérisée par un air sec en été et un bon ensoleillement.
Pour la période 1971-2000, la température annuelle moyenne est de 10,8 °C, avec une amplitude thermique annuelle de 17,4 °C. Le cumul annuel moyen de précipitations est de 892 mm, avec 11,9 jours de précipitations en janvier et 7,5 jours en juillet. Pour la période 1991-2020, la température moyenne annuelle observée sur la station météorologique de Météo-France la plus proche, « La Guiche », sur la commune de La Guiche à 5 km à vol d'oiseau, est de 10,9 °C et le cumul annuel moyen de précipitations est de 963,4 mm. 
La température maximale relevée sur cette station est de 39,3 °C, atteinte le 25 juillet 2019 ; la température minimale est de −19,5 °C, atteinte le 16 janvier 1985,,.
Les paramètres climatiques de la commune ont été estimés pour le milieu du siècle (2041-2070) selon différents scénarios d'émission de gaz à effet de serre à partir des nouvelles projections climatiques de référence DRIAS-2020. Ils sont consultables sur un site dédié publié par Météo-France en novembre 2022.

## Urbanisme

### Typologie
Au 1er janvier 2024, Saint-Martin-de-Salencey est catégorisée commune rurale à habitat très dispersé, selon la nouvelle grille communale de densité à sept niveaux définie par l'Insee en 2022.
Elle est située hors unité urbaine et hors attraction des villes,.

### Occupation des sols
L'occupation des sols de la commune, telle qu'elle ressort de la base de données européenne d’occupation biophysique des sols Corine Land Cover (CLC), est marquée par l'importance des territoires agricoles (70,1 % en 2018), une proportion sensiblement équivalente à celle de 1990 (70,5 %). La répartition détaillée en 2018 est la suivante : 
prairies (54,9 %), forêts (29,9 %), zones agricoles hétérogènes (15,2 %). L'évolution de l’occupation des sols de la commune et de ses infrastructures peut être observée sur les différentes représentations cartographiques du territoire : la carte de Cassini (XVIIIe siècle), la carte d'état-major (1820-1866) et les cartes ou photos aériennes de l'IGN pour la période actuelle (1950 à aujourd'hui).

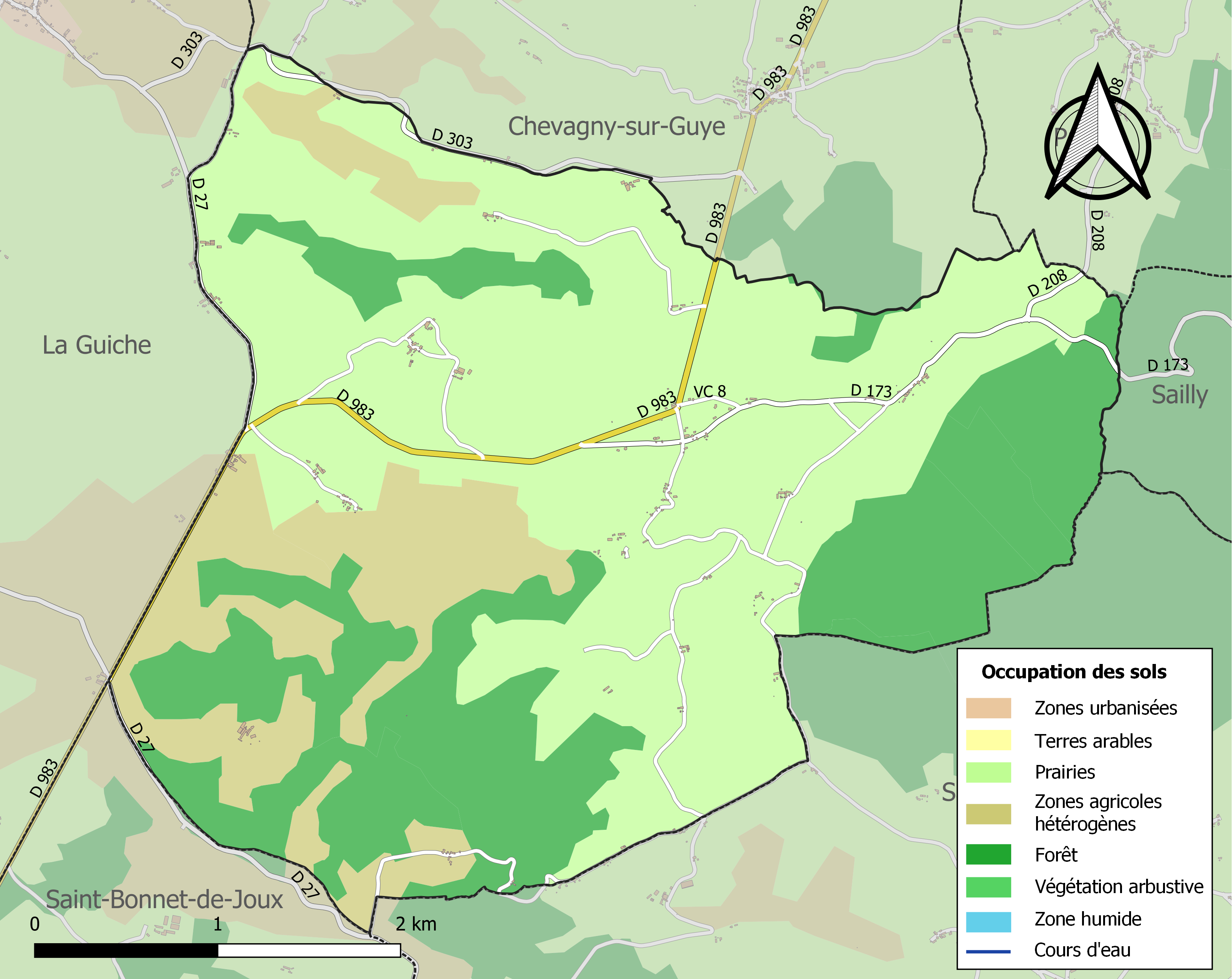
Carte des infrastructures et de l'occupation des sols de la commune en 2018 (CLC).

## Histoire
La montagne de Sainte-Colombe s'avère riche d'un passé important.
- Le sens de l'occupation de Sainte-Colombe ?

Le sommet de Sainte-Colombe paraît avoir été visité sinon occupé dès la préhistoire, voire de l'époque de la pierre taillée, témoin la découverte d'un silex aurignacien.
À l'époque suivante, la présence d'une pierre levée, appelons-la provisoirement un menhir, semble indiquer que ce lieu a pu être un lieu de culte, tant à l'époque de la pierre polie qu'aux époques postérieures et peut-être jusqu'à l'époque gallo-romaine.
Aurait-ce été à ces époques reculées, un mediolanum  à la limite de deux pays, de deux tribus ; le menhir découvert serait-il la pierre sacrée qui marquait l'omphalos du monde ?
Sainte-Colombe serait-il un Montmelian préceltique et celtique comme il y en eut tant dans la Gaule antique ? Ce n'est là qu'une hypothèse sans doute, mais elle peut être envisagée sans trop d'invraisemblance. Les milliers de corps ensevelis sur cette montagne semblent indiquer un heu de culte traditionnel qui a persisté à l'époque chrétienne.
- Au cours des fouilles de M. Sabatier, au hameau de Sainte-Colombe, à Saint-Martin de Salencey, on a mis au jour une assez curieuse sépulture : les pieds du squelette qui y reposait étaient dirigés au nord, alors que jusqu'à présent, partout où l'on a découvert des sépultures anciennes, les pieds étaient dans la direction du sud et plus encore de l'est ; à Sainte-Colombe, on a trouvé aussi, sur le squelette, deux monnaies en plomb. Cette trouvaille, d'ailleurs peu banale, est très intéressante et mérite d'être signalée.
- des débris de construction romaines ont aussi été trouvées aux lieux-dits Terre de l'Etang, Champ des Forges, Terre forte et les Georges.
- au sud à gauche de la route allant jusqu'à Saint-André-le-Désert, au-dessous des Volliers, devait se trouver une agglomération gallo-romaine. Lorsque la terre de Salencey était en culture, on y a trouvé des armes, chaînes, bracelets, alliances et outils primitifs, tuiles et briques foisonnaient ; à proximité, Adolphe Sabatier fouilla les restes d'une tuilerie et notamment des fragments de brique recouverts de silicate vert.
- Le premier texte connu sur les lieux In pago Matisconense, in agro Catciacense, in villa Selenciago, remonte à 914 dans la charte de Cluny n° 197 ; une autre charte de Cluny décrit comment un certain Lieutier donne la chapelle de Sainte-Colombe, ses dîmes et ses dépendances territoriales, à l'abbaye de Cluny en 960-961 ;
- Au XIIIe siècle, au XIVe et au XVe, l'église de Sainte-Colombe est citée dans divers pouillés du diocèse de Mâcon.
- Au XVIIe siècle, une visite de 1675 nous apprend que la paroisse existe toujours, mais que la cure et l'église sont en ruine bien que cette dernière soit « la mère église » de la région.
- En 1789, Saint-Martin-de-Salencey dépendait en partie des bailliage et recette de Mâcon ; les hameaux de Charnay, du Châtelard, de Pougeois et de la Verrière étaient du bailliage de Charolles. Son église, sous le vocable de saint Martin, du diocèse de Mâcon, archiprêtré du Rousset ; les anciennes paroisse de l'Abergement (Sainte-Catherine de l'Abergement) et de Sainte-Colombe lui étaient annexées.
- Durant toute la première moitié du XIXe siècle, Saint-Martin-de-Salencay disposa de l'une des onze stations (ou postes télégraphiques aériens) du télégraphe Chappe implantées en Saône-et-Loire (le long de la ligne Paris-Toulon), installation mise en service en 1807 et qui cessa de fonctionner en 1853, remplacée par la télégraphie électrique.

## Politique et administration
| Période                                  | Période   | Identité             | Étiquette | Qualité |
| ---------------------------------------- | --------- | -------------------- | --------- | ------- |
| juin 1995                                | mars 2008 | Daniel Pornet        |           |         |
| mars 2008                                | mars 2014 | Michel Bonin         |           |         |
| mars 2014                                | juin 2018 | Marion Durand        |           |         |
| juin 2018                                | en cours  | Marie-Thérèse Gérard |           |         |
| Les données manquantes sont à compléter. |           |                      |           |         |

## Démographie
L'évolution du nombre d'habitants est connue à travers les recensements de la population effectués dans la commune depuis 1793. Pour les communes de moins de 10 000 habitants, une enquête de recensement portant sur toute la population est réalisée tous les cinq ans, les populations de référence des années intermédiaires étant quant à elles estimées par interpolation ou extrapolation. Pour la commune, le premier recensement exhaustif entrant dans le cadre du nouveau dispositif a été réalisé en 2006.

En 2022, la commune comptait 114 habitants, en évolution de +12,87 % par rapport à 2016 (Saône-et-Loire : −1,06 %, France hors Mayotte : +2,11 %).
| 1793 | 1800 | 1806 | 1821 | 1831 | 1836 | 1841 | 1846 | 1851 |
| ---- | ---- | ---- | ---- | ---- | ---- | ---- | ---- | ---- |
| 389  | 355  | 409  | 442  | 465  | 503  | 494  | 506  | 454  |

| 1856 | 1861 | 1866 | 1872 | 1876 | 1881 | 1886 | 1891 | 1896 |
| ---- | ---- | ---- | ---- | ---- | ---- | ---- | ---- | ---- |
| 480  | 479  | 477  | 505  | 492  | 456  | 454  | 411  | 371  |

| 1901 | 1906 | 1911 | 1921 | 1926 | 1931 | 1936 | 1946 | 1954 |
| ---- | ---- | ---- | ---- | ---- | ---- | ---- | ---- | ---- |
| 364  | 385  | 368  | 323  | 296  | 273  | 262  | 242  | 207  |

| 1962 | 1968 | 1975 | 1982 | 1990 | 1999 | 2006 | 2011 | 2016 |
| ---- | ---- | ---- | ---- | ---- | ---- | ---- | ---- | ---- |
| 189  | 186  | 150  | 125  | 102  | 116  | 98   | 107  | 101  |

| 2021 | 2022 | - | - | - | - | - | - | - |
| ---- | ---- | - | - | - | - | - | - | - |
| 108  | 114  | - | - | - | - | - | - | - |

## Lieux et monuments
- L'église Saint-Martin

Construite dans un style néo-roman, elle est achevée en 1878, sur les plans de l'architecte André Della Jogna. Vingt ans après, en 1898, s’est opéré un relèvement des arcs doubleaux de la nef qui se détachaient des murs latéraux. Les travaux de réfection ont commencé en 1899 et se sont achevés en 1901, suivis par l’architecte Mazoyer de Salencey.
- Sainte-Colombe

Hameau de la commune implanté au sommet d'un mont culminant à 502 mètres d'altitude, sur lequel était autrefois implantée une tour Chappe (tour dont le sémaphore cessa de fonctionner à la suppression de la ligne, en 1854).
- Le Châtelard

Dans un essart de défrichement, à 3 000 m au sud-ouest du village, le hameau de Châtelard est un toponyme attesté depuis le XIIIe. Aujourd'hui, il reste au sud du hameau une maison seigneuriale composée d'un grand corps de logis encadré de deux pavillons carrés dominant le logis d'un étage.

## Personnalités liées à la commune
- Jean Geoffroy, ancien instituteur de Saint-Martin-de-Salencey (où il enseigna jusqu'en 1890), qui écrivit une monographie de cette commune[20].

## Pour approfondir